# アニラジアワード
アニラジアワードは、アニラジアワード実行委員会が主催する日本のアニラジ番組を部門別に表彰する賞である。

## 概要
アニメ、ゲーム、声優に関連したラジオジャンルである「アニラジ」を世に広く紹介する目的で2015年に設立された。
参加メディアは、『インターネットラジオステーション＜音泉＞』（第1回より参加）、『響-HiBiKi Radio Station-』（第1回より参加）、『文化放送/超!A&G+』（第1回より参加）、『アニメイトタイムズ（旧・アニメイトTV）』（第1回から第3回まで参加）、『ラジオ大阪』（第2回より参加）、ニコニコチャンネル（第6回のみ参加）、niconico（第7回より参加）で、アニラジアワード実行委員も務めている。なお、ニコニコチャンネルを運営しているドワンゴは第6回からアニラジアワードに協力している。
第1回の受賞対象番組は、参加メディアがエントリーを希望した番組かつ、対象となる年（第1回だと2014年）に開始となった番組で、終了番組も含まれる。第2回から第4回は「新人」と「一般」に分枠された。前年に賞を受賞した番組はエントリーから除外されるが、新人枠で賞を受賞した番組は、指定月日まで放送・配信中であれば一般枠でエントリーできる。第5回からは新人枠と一般枠の枠組みが撤廃されたため、新人枠で受賞した番組もエントリーから除外される。
各部門賞は、ネット投票による一般投票と実行委員会の審査により、ノミネート番組（各部門賞ごとに5番組）の選出を経て各部門賞が選定・評価され、授賞式にて発表・贈賞される。最優秀賞である「RADIO OF THE YEAR 最優秀ラジオ大賞」は、一般投票は行わず各賞の投票結果に基づいて決定される。第5回から新たに6部門が追加され、そのうちの「BEST SPECIAL RADIO 特別ラジオ賞」も一般投票は行われない。
授賞式は第1回・第2回はAnimeJapanオープンステージにて行われた。第3回から第5回までは文化放送メディアプラスホールにて行われ、生中継（第3回：FRESH!、第4回・第5回：YouTube Live、AG-ON Premium、第6回：ニコニコチャンネル内の『アニラジアワード公式チャンネル』）もされている。第3回から第4回まで、授賞式後日のAnimeJapanオープンステージにて受賞番組のパーソナリティ達によるコラボステージが行われている。第6回の場合は、これまで使用していた文化放送メディアプラスホールが第6回アニラジアワード授賞式の翌日に第14回声優アワード授賞式が行われるために、その会場の準備の都合上、科学技術館内のサイエンスホール（東京都千代田区）で行われた。ただし、新型コロナウイルス感染拡大のため、授賞式のイベントの観覧は中止となった。
第7回の場合、2020年度に新型コロナウイルスの感染拡大によって、アニラジに取り組む各放送局やウェブサイトにおいて活動ができない状況に加え、番組の放送・配信時期による差が出るのと、授賞式を行っても感染リスクが拭えないことから、延期という扱いになり、第7回は2020年度・2021年度のアニラジを対象にして、実施した。
第9回は中止となることが2024年3月に発表された。「委員会の再編を行い、より拡大した形で2024年に実施する予定」としていたが、2025年初頭時点で続報は出ていない。

## 開催期間
| 回 | 一般投票期間                   | ノミネート番組 発表日  | 授賞式  | コラボステージ |
| -- | ------------------------------ | ---------------------- | ------- | -------------- |
| 1  | 2015年1月23日 - 2月23日        | 3月3日                 | 3月21日 | -              |
| 2  | 2016年1月22日 - 2月26日        | 3月12日                | 3月27日 | -              |
| 3  | 2016年11月18日 - 2017年1月9日  | 2月20日                | 3月15日 | 3月26日        |
| 4  | 2017年12月4日 - 2018年1月8日   | 2月13日                | 3月8日  | 3月25日        |
| 5  | 2018年12月14日 - 2019年1月13日 | 2月22日                | 3月15日 | -              |
| 6  | 2019年12月6日 - 2020年1月5日   | 1月30日（1月29日深夜） | 3月6日  | 3月6日         |
| 7  | 2021年12月3日 - 2021年12月27日 | 2022年2月3日           | 3月14日 | 3月14日        |
| 8  | 2022年12月2日 - 2022年12月26日 | 2023年2月1日           | 3月29日 | 3月29日        |

## 各部門賞の受賞番組

### RADIO OF THE YEAR 最優秀ラジオ大賞
「もっともみんなが癒されて笑えてえっちで勉強になる面白いラジオ」に贈賞される、すべての部門賞を兼ね備えた最優秀賞。
| 回 | 対象年       | 番組名                                                      | パーソナリティ                      | 放送局・ 配信元 | 一般投票での受賞部門                          |
| -- | ------------ | ----------------------------------------------------------- | ----------------------------------- | --------------- | --------------------------------------------- |
| 1  | 2014年       | ノーラジオ・ノーライフ ゲーマー兄弟がラジオをするそうです。 | 松岡禎丞 茅野愛衣                   | 響              | BEST RETURN HOPE RADIO 復活希望ラジオ賞       |
| 2  | 2015年       | 神谷浩史・小野大輔のDearGirl〜Stories〜                     | 神谷浩史 小野大輔                   | 文化放送        | BEST MALE RADIO 最優秀男性ラジオ賞（一般）    |
| 3  | 2016年       | セブン-イレブン presents 佐倉としたい大西                   | 佐倉綾音 大西沙織                   | 音泉 超!A&G+    | BEST CREATIVE RADIO 企画ラジオ賞（新人）      |
| 4  | 2017年       | セブン-イレブン presents 佐倉としたい大西                   | 佐倉綾音 大西沙織                   | 音泉 超!A&G+    | BEST FEMALE RADIO 最優秀女性ラジオ賞（一般）  |
| 5  | 2018年       | 鷲崎健・藤田茜のグレパラジオ                                | 鷲崎健 藤田茜                       | 音泉            | BEST MALE AND FEMALE RADIO 最優秀男女ラジオ賞 |
| 6  | 2019年       | TVアニメ「鬼滅の刃」公式WEBラジオ 鬼滅ラヂヲ                | 花江夏樹 下野紘                     | 音泉            | BEST MALE RADIO 最優秀男性ラジオ賞            |
| 7  | 2020・2021年 | 夕実&梨沙のラフストーリーは突然に                           | 内山夕実 種田梨沙                   | 超!A&G+         | BEST FEMALE RADIO 最優秀女性ラジオ賞          |
| 8  | 2022年       | ぼっち・ざ・らじお！                                        | 青山吉能 鈴代紗弓 水野朔 長谷川育美 | 音泉            | BEST FEMALE RADIO 最優秀女性ラジオ賞          |
| 8  | 2022年       | ぼっち・ざ・らじお！                                        | 青山吉能 鈴代紗弓 水野朔 長谷川育美 | 音泉            | BEST FUNNY RADIO 大笑いラジオ賞               |

### BEST MALE RADIO 最優秀男性ラジオ賞
「男性出演者が出ている番組でもっとも面白いラジオ」に贈賞。男女での組み合わせのラジオ番組・インターネットラジオ番組も対象。
| 回 | 対象年       | 枠   | 受賞番組                                        | 受賞番組                               | 受賞番組        | ノミネート番組 |
| 回 | 対象年       | 枠   | 番組名                                          | パーソナリティ                         | 放送局・ 配信元 | ノミネート番組 |
| -- | ------------ | ---- | ----------------------------------------------- | -------------------------------------- | --------------- | --- |
| 1  | 2014年       | -    | 浅沼晋太郎・鷲崎健の「思春期が終わりません」    | 浅沼晋太郎 鷲崎健                      | 響              | - 浅沼晋太郎・鷲崎健の「思春期が終わりません」 - TVアニメ「Free!-Eternal Summer-」イワトビちゃんねるES - ラジオ『東京喰種トーキョーグール』-グルラジ- - ノーラジオ・ノーライフ ゲーマー兄弟がラジオをするそうです。 |
| 2  | 2015年       | 新人 | ワンパンマン 正義執行!マジラジオ!               | 古川慎                                 | 響              | - TVアニメ「おそ松さん」WEBラジオ シェーWAVE おそ松ステーション - 食戟のソーマ 〜お食事処 まつおか〜 - 鉄華団放送局 - BELOVED MEMORIES - ワンパンマン 正義執行!マジラジオ!                                          |
| 2  | 2015年       | 一般 | 神谷浩史・小野大輔のDearGirl〜Stories〜         | 神谷浩史 小野大輔                      | 文化放送        | - 浅沼晋太郎・鷲崎健の「思春期が終わりません」 - 神谷浩史・小野大輔のDearGirl〜Stories〜 - 杉田智和のアニゲラ!ディドゥーーン!! - 花とゆめ 男子会!?らじお - 森久保祥太郎×浪川大輔 つまみは塩だけ                     |
| 3  | 2016年       | 新人 | 鷲崎健のヨルナイト×ヨルナイト                   | 鷲崎健 沢口けいこ（火） 青木佑磨（水） | 超!A&G+         | - WEBラジオ -サーヴァンプ通信- - お食事処まつおか 弐ノ皿 - 煌うたわれるものらじお - この素晴らしいラジオに祝福を! - 鷲崎健のヨルナイト×ヨルナイト                                                                   |
| 3  | 2016年       | 一般 | アニゲラ!ディドゥーーン!!!                      | 杉田智和 マフィア梶田                  | 超!A&G+         | - 浅沼晋太郎・鷲崎健の「思春期が終わりません」 - アニゲラ!ディドゥーーン!!! - A&G TRIBAL RADIO エジソン - ほめられてのびるらじおZ - ブブキ・ブランキ -心と右手をつなぐラジオ-                                       |
| 4  | 2017年       | 新人 | 宝石の国ラジオ 〜金剛先生がお呼びです!〜        | 中田譲治                               | 音泉            | - 内田雄馬 君の話を焼かせて - 活撃 刀剣乱舞 ラジオの陣 - ブレンドS・ラジオ「スティーレ閉店中!!」 - 宝石の国ラジオ 〜金剛先生がお呼びです!〜 - 増田俊樹・村上喜紀のオーシャンスピリット                              |
| 4  | 2017年       | 一般 | 美男高校地球防衛部LOVE!LOVE! ☆Radio☆The☆VEPPer☆ | 河本啓佑 村上喜紀                      | ラジオ大阪      | - スターラジオーシャン アナムネシス - 羽多野渉・佐藤拓也のScat Babys Show!! - 花とゆめ 男子会!?らじお - 美男高校地球防衛部LOVE!LOVE! ☆Radio☆The☆VEPPer☆ - 鷲崎健のヨルナイト×ヨルナイト                             |
| 5  | 2018年       | -    | 思春期が終わりません!!                          | 浅沼晋太郎 鷲崎健                      | 超!A&G+         | - 榎木淳弥・堀江瞬 エノホリック - 思春期が終わりません!! - 進撃の巨人ラジオ ～梶と下野の進め！電波兵団～ - ソードアート・オンエアー アリシゼーション - 津田健次郎・大河元気のジョシ禁ラジオ!!                       |
| 6  | 2019年       | -    | TVアニメ「鬼滅の刃」公式WEBラジオ 鬼滅ラヂヲ    | 花江夏樹 下野紘                        | 音泉            | - 駒田航 K-WAVE Radio - 斉藤壮馬・石川界人のダメじゃないラジオ - 千葉翔也のトゥー・ビー・ナイト - TVアニメ「アフリカのサラリーマン」社畜のみなさんの為のラジオです - TVアニメ「鬼滅の刃」公式WEBラジオ 鬼滅ラヂヲ   |
| 7  | 2020・2021年 | -    | 東海オンエア虫眼鏡・島﨑信長 声YouラジオZ       | 虫眼鏡（東海オンエア） 島﨑信長        | 音泉            | - 神尾晋一郎チャンネル - 斉藤壮馬・石川界人のダメじゃないラジオ - 東海オンエア虫眼鏡・島﨑信長 声YouラジオZ - HELIOS Rising Heroes ラジオ マンデーナイトヒーロー - 鷲崎健・千葉翔也 今んとこやや好き                |
| 8  | 2022年       | -    | 斉藤壮馬・石川界人のダメじゃないラジオ          | 斉藤壮馬 石川界人                      | 超!A&G+         | - 伊藤健人・木島隆一の2人カラオケ - 宏太朗と裕一郎 ひょろっと男子 - 斉藤壮馬・石川界人のダメじゃないラジオ - 深町寿成・小松昌平 TWO for ONE - 福山蒼井                                                              |

### BEST FEMALE RADIO 最優秀女性ラジオ賞
「女性出演者が出ている番組でもっとも面白いラジオ」に贈賞。
| 回 | 対象年       | 枠   | 受賞番組                                          | 受賞番組                            | 受賞番組          | ノミネート番組 |
| 回 | 対象年       | 枠   | 番組名                                            | パーソナリティ                      | 放送・ 配信局     | ノミネート番組 |
| -- | ------------ | ---- | ------------------------------------------------- | ----------------------------------- | ----------------- | --- |
| 1  | 2014年       | -    | ラジオ「結城友奈は勇者である」勇者部活動報告      | 照井春佳 内山夕実 黒沢ともよ        | 音泉              | - RADIOアニメロミックス ラブライブ!〜のぞえりRadio Garden〜 - ラジオ シドニアの騎士〜綾と綾音の秘密の光合成〜 - ラジオ「結城友奈は勇者である」勇者部活動報告 - 未確認で進行形〜うまく言えないのでラジオで確認してください〜                            |
| 2  | 2015年       | 新人 | 石上静香と東山奈央の英雄譚RADIO                   | 石上静香 東山奈央                   | 音泉 アニメイトTV | - 石上静香と東山奈央の英雄譚RADIO - デレラジA - バトルガール ハイスクール なでラジ - ラジオ「結城友奈は勇者である」勇者部活動報告 春夏秋冬 - れい&ゆいの文化放送ホームランラジオ!                                                                      |
| 2  | 2015年       | 一般 | 洲崎西                                            | 洲崎綾 西明日香                     | 超!A&G+           | - アイマスタジオ - えとたまらじお〜ソルラルくれにゃ! - 洲崎西 - 美佳子@ぱよぱよ - ゆりゆららららゆるゆり放送室 |
| 3  | 2016年       | 新人 | Re:ゼロから始める異世界ラジオ生活                 | 高橋李依                            | 音泉              | - 上坂すみれの文化部は夜歩く - セブン-イレブン presents 佐倉としたい大西 - デレラジ☆ - 徳井青空のまぁるくなぁれ! - Re:ゼロから始める異世界ラジオ生活                                                                                                   |
| 3  | 2016年       | 一般 | オトメ*ドメイン RADIO*MAIDEN                      | 歩サラ 杏花                         | 音泉              | - オトメ*ドメイン RADIO*MAIDEN - 新田恵海のえみゅーじっく♪まじっく☆ - 花澤香菜のひとりでできるかな? - 村川梨衣の a りえしょんぷり〜ず♡ - れい&ゆいの文化放送ホームランラジオ!                                                                          |
| 4  | 2017年       | 新人 | 結城友奈は勇者である 勇者部活動報告〜ラジオの章〜 | 照井春佳 内山夕実 黒沢ともよ        | 音泉              | - 田村ゆかりの乙女心♡症候群 - ノーラジオ・ノーライフ ゲーマー兄弟がラジオをするそうです。 - Fate/Grand Order カルデア・ラジオ局 - 結城友奈は勇者である 勇者部活動報告〜ラジオの章〜 - RoseliaのRADIO SHOUT!                                            |
| 4  | 2017年       | 一般 | セブン-イレブン presents 佐倉としたい大西         | 佐倉綾音 大西沙織                   | 音泉 超!A&G+      | - セブン-イレブン presents 佐倉としたい大西 - デレラジ☆ - バンドリ!ポッピンラジオ! - 水瀬いのり MELODY FLAG - ゆみりと愛奈のモグモグ・コミュニケーションズ                                                                                             |
| 5  | 2018年       | -    | Fate/Grand Order カルデア・ラジオ局               | 高橋李依 田中美海                   | 文化放送 超!A&G+  | - かなことさらら - 戦姫絶唱シンフォギアRADIO - 高橋李依・上田麗奈 仕事で会えないからラジオはじめました。 - Fate/Grand Order カルデア・ラジオ局 - 松井恵理子のにじらじっ!                                                                               |
| 6  | 2019年       | -    | 告RADIO ROAD TO 2020                              | 古賀葵 小原好美                     | 音泉              | - 釘宮理恵のいつだって、はじめのいっぽ - 告RADIO ROAD TO 2020 - 戦姫絶笑シンフォギアRADIO - 高橋李依・上田麗奈 仕事で会えないからラジオはじめました。 - 乃木坂46 佐々木琴子のトップギア                                                                |
| 7  | 2020・2021年 | -    | 夕実&梨沙のラフストーリーは突然に                 | 内山夕実 種田梨沙                   | 超!A&G+           | - 佐藤日向・小泉萌香のバトってダイナソー☆ - 高橋李依・上田麗奈 仕事で会えないからラジオはじめました。 - ホロライブpresents Vのすこんなオタ活なんだワ！ - 夕実＆梨沙のラフストーリーは突然に - ラジオどっとあい 伊達さゆりの伊達ちゃんは伊達じゃない!!! |
| 8  | 2022年       | -    | ぼっち・ざ・らじお！                              | 青山吉能 鈴代紗弓 水野朔 長谷川育美 | 音泉              | - 佐藤日向・小泉萌香のバトってダイナソー☆ - 高橋李依・上田麗奈 仕事で会えないからラジオはじめました。 - 伊達さゆりの伊達にラジオやってません!!! - ぼっち・ざ・らじお！ - RoseliaのRADIO SHOUT                                                          |

### BEST FUNNY RADIO 大笑いラジオ賞
「聴いていると笑いがとまらなくなるラジオ」に贈賞。
| 回 | 対象年       | 枠   | 受賞番組                                                      | 受賞番組                               | 受賞番組      | ノミネート番組 |
| 回 | 対象年       | 枠   | 番組名                                                        | パーソナリティ                         | 放送・ 配信局 | ノミネート番組 |
| -- | ------------ | ---- | ------------------------------------------------------------- | -------------------------------------- | ------------- | --- |
| 1  | 2014年       | -    | TVアニメ「Free!-Eternal Summer-」イワトビちゃんねるES         | 島﨑信長                               | 音泉          | - TVアニメ「Free!-Eternal Summer-」イワトビちゃんねるES - ラジオ シドニアの騎士〜綾と綾音の秘密の光合成〜 - ラジオ「結城友奈は勇者である」勇者部活動報告 - アニメ『生徒会役員共*』が全部わかるラジオ Super Positive Nippon 略して全ラ!すっぽんぽん!! |
| 2  | 2015年       | 新人 | TVアニメ「おそ松さん」WEBラジオ シェーWAVE おそ松ステーション | 鈴村健一                               | アニメイトTV  | - TVアニメ「おそ松さん」WEBラジオ シェーWAVE おそ松ステーション - 西明日香のデリケートゾーン! - 灰と幻想のグリムガル 何もないラジオ - 『無彩限のファントム・ワールド』WEBラジオ「探偵ファントムスクープ」 - 村川梨衣の a りえしょんぷり〜ず♡         |
| 2  | 2015年       | 一般 | えとたまらじお〜ソルラルくれにゃ!〜                           | 村川梨衣 松井恵理子 花守ゆみり         | 音泉 響       | - アイマスタジオ - 「よんでますよ、アザゼルさん」&「よんでますよ、アザゼルさん。Z」 応援Webラジオ きいてますよ、アザゼルさん。G - えとたまらじお〜ソルラルくれにゃ!〜 - 神谷浩史・小野大輔のDearGirl〜Stories〜 - 洲崎西                             |
| 3  | 2016年       | 新人 | デレラジ☆                                                     | アイドルマスター シンデレラガールズ    | 響            | - この素晴らしいラジオに祝福を! - セブン-イレブン presents 佐倉としたい大西 - だれ?らじ - デレラジ☆ - Re:ゼロから始める異世界ラジオ生活 |
| 3  | 2016年       | 一般 | 村川梨衣の a りえしょんぷり〜ず♡                              | 村川梨衣                               | 超!A&G+       | - 浅沼晋太郎・鷲崎健の「思春期が終わりません」 - アニゲラ!ディドゥーーン!!! - ほめられてのびるらじおZ - 村川梨衣の a りえしょんぷり〜ず♡ - ラジオアワー『世界の王』                                                                                  |
| 4  | 2017年       | 新人 | ノーラジオ・ノーライフ ゲーマー兄弟がラジオをするそうです。   | 松岡禎丞 茅野愛衣                      | 響            | - かなことさらら - 戦姫絶笑シンフォギアRADIO - ノーラジオ・ノーライフ ゲーマー兄弟がラジオをするそうです。 - 魔法陣グルグルナビゲーション グルナビ! - 結城友奈は勇者である 勇者部活動報告〜ラジオの章〜                                              |
| 4  | 2017年       | 一般 | 鷲崎健のヨルナイト×ヨルナイト                                 | 鷲崎健 沢口けいこ（火） 青木佑磨（水） | 超!A&G+       | - セブン-イレブン presents 佐倉としたい大西 - だれ?らじ - デレラジ☆ - 本渡楓と天津向の「本渡上陸作戦」 - 鷲崎健のヨルナイト×ヨルナイト |
| 5  | 2018年       | -    | アニメGRIDMAN ラジオ とりあえずUNION                          | 広瀬裕也 宮本侑芽                      | 音泉          | - アニメGRIDMAN ラジオ とりあえずUNION - だれ?らじ - 本渡楓と天津向の「本渡上陸作戦」 - めっちゃすきやねん - 鷲崎健・藤田茜のグレパラジオ |
| 6  | 2019年       | -    | 戦姫絶笑シンフォギアRADIO                                     | 井口裕香 高垣彩陽                      | 響            | - かな＆あいりの文化放送ホームランラジオ！パっとUP - 告RADIO ROAD TO 2020 - この素晴らしいラジオに祝福を! - 戦姫絶笑シンフォギアRADIO - TVアニメ「鬼滅の刃」公式WEBラジオ 鬼滅ラヂヲ                                                                 |
| 7  | 2020・2021年 | -    | ホロライブpresents Vのすこんなオタ活なんだワ!                 | 宝鐘マリン 白上フブキ                  | 響            | - 斉藤壮馬・石川界人のダメじゃないラジオ - 佐藤日向・小泉萌香のバトってダイナソー☆ - のむこがみなみ - ホロライブpresents Vのすこんなオタ活なんだワ! - 夕実＆梨沙のラフストーリーは突然に                                                             |
| 8  | 2022年       | -    | ぼっち・ざ・らじお！                                          | 青山吉能 鈴代紗弓 水野朔 長谷川育美    | 音泉          | - 青山なぎさの勝手にIMO協会 - 青山なぎさ・熊田茜音のnow training！！ - 伊達さゆりの伊達にラジオやってません!!! - 深町寿成・小松昌平 TWO for ONE - ぼっち・ざ・らじお！                                                                               |

### BEST BENEFIT RADIO ためになるラジオ賞
「聴いていると色々勉強になるラジオ」に贈賞。
| 回 | 対象年       | 枠   | 受賞番組 | 受賞番組            | 受賞番組      | ノミネート番組 |
| 回 | 対象年       | 枠   | 番組名 | パーソナリティ      | 放送・ 配信局 | ノミネート番組 |
| -- | ------------ | ---- | --- | ------------------- | ------------- | --- |
| 1  | 2014年       | -    | 天才軍師 | 安元洋貴 細谷佳正   | 超!A&G+       | - ジョジョの奇妙な冒険 スターダストクルセイダース オラオラジオ! - SHIROBAKO ラジオBOX - 天才軍師 - ノーラジオ・ノーライフ ゲーマー兄弟がラジオをするそうです。 |
| 2  | 2015年       | 新人 | 浅野真澄×山田真哉の週刊マネーランド                                                                          | 浅野真澄 山田真哉   | 文化放送      | - 浅野真澄×山田真哉の週刊マネーランド - 下ネタという概念が存在しない退屈なラジオ - ディメラジ〜Dimension W Radio〜 - バトルガール ハイスクール なでラジ - れい&ゆいの文化放送ホームランラジオ!                                                                       |
| 2  | 2015年       | 一般 | 「よんでますよ、アザゼルさん」&「よんでますよ、アザゼルさん。Z」 応援Webラジオ きいてますよ、アザゼルさん。G | 小野坂昌也          | アニメイトTV  | - 「よんでますよ、アザゼルさん」&「よんでますよ、アザゼルさん。Z」 応援Webラジオ きいてますよ、アザゼルさん。G - 浅沼晋太郎・鷲崎健の「思春期が終わりません」 - 伊福部崇のラジオのラジオ - NECパーソナルコンピュータプレゼンツ デジタル生活応援!121ラジオ - 天才軍師 |
| 3  | 2016年       | 新人 | 上坂すみれの文化部は夜歩く                                                                                   | 上坂すみれ 早瀬かな | ラジオ大阪    | - 上坂すみれの文化部は夜歩く - 「ガーリッシュ ナンバー」CUTE GIRLS RADIO（略して「クズらじ」） - この素晴らしいラジオに祝福を! - セブン-イレブン presents 佐倉としたい大西 - ゆみりと愛奈のモグモグ・コミュニケーションズ                                            |
| 3  | 2016年       | 一般 | ガルフレ♪ラジオ｢明音と文緒の聖櫻学園放送室♪｣                                                                 | 佐藤利奈 名塚佳織   | 響            | - 浅野真澄×山田真哉の週刊マネーランド - ガルフレ♪ラジオ｢明音と文緒の聖櫻学園放送室♪｣ - さくら兵団 Vステ駐屯地 - ほめられてのびるらじおZ - れい&ゆいの文化放送ホームランラジオ!                                                                                       |
| 4  | 2017年       | 新人 | 増田俊樹・村上喜紀のオーシャンスピリット                                                                     | 増田俊樹 村上喜紀   | ラジオ大阪    | - 活撃 刀剣乱舞 ラジオの陣 - 知りたいことが多すぎるKENN - Fate/Grand Order カルデア・ラジオ局 - 増田俊樹・村上喜紀のオーシャンスピリット - 結城友奈は勇者である 勇者部活動報告〜ラジオの章〜                                                                         |
| 4  | 2017年       | 一般 | 徳井青空のまぁるくなぁれ!                                                                                    | 徳井青空            | 超!A&G+ 響    | - 上坂すみれの文化部は夜歩く - セブン-イレブン presents 佐倉としたい大西 - 天才軍師 - 徳井青空のまぁるくなぁれ! - 南條愛乃・エオルゼアより愛をこめて |
| 5  | 2018年       | -    | 本渡楓と天津向の「本渡上陸作戦」                                                                             | 本渡楓 天津向       | 超!A&G+       | - 小林裕介・石上静香のゆずらないラジオ - 本渡楓と天津向の「本渡上陸作戦」 - 松岡ハンバーグ - れい&ゆいの文化放送ホームランラジオ! - 鷲崎健・藤田茜のグレパラジオ |
| 6  | 2019年       | -    | 超人高校生たちはゆずラジでも余裕で生き抜くようです!                                                          | 小林裕介 石上静香   | 響            | - 超人高校生たちはゆずラジでも余裕で生き抜くようです! - 天津向のためになるらじお - はくばく Presents 高森奈津美・三澤紗千香の山梨応援ラジオ - れい&ゆいの文化放送ホームランラジオ! - 鷲崎健・藤田茜のグレパラジオP                                                   |
| 7  | 2020・2021年 | -    | 富田美憂・前田佳織里の”調査のご依頼、お待ちしてます!”                                                        | 富田美憂 前田佳織里 | 音泉          | - 斉藤壮馬 Strange dayS - 東海オンエア虫眼鏡・島﨑信長 声YouラジオZ - 富田美憂・前田佳織里の“調査のご依頼、お待ちしてます!” - ホロライブpresents Vのすこんなオタ活なんだワ! - 夕実＆梨沙のラフストーリーは突然に                                                     |
| 8  | 2022年       | -    | 青山なぎさの勝手にIMO協会                                                                                    | 青山なぎさ          | ニコニコ      | - 青山なぎさの勝手にIMO協会 - 株式会社サラひまり - 斉藤壮馬 Strange dayS - 稗田寧々・鈴代紗弓のコーラルマイク - らりルゥれろ |

### BEST COMFORT RADIO 癒しラジオ賞
「聴いていると心から癒されるラジオ」に贈賞。
| 回 | 対象年       | 枠   | 受賞番組                                                  | 受賞番組                                     | 受賞番組           | ノミネート番組 |
| 回 | 対象年       | 枠   | 番組名                                                    | パーソナリティ                               | 放送・ 配信局      | ノミネート番組 |
| -- | ------------ | ---- | --------------------------------------------------------- | -------------------------------------------- | ------------------ | --- |
| 1  | 2014年       | -    | TVアニメ『ばらかもん』Webラジオ「らじかもん」             | 小野大輔                                     | アニメイトTV       | - TVアニメ「Free!-Eternal Summer-」イワトビちゃんねるES - 大原さやか朗読ラジオ 月の音色〜radio for your pleasure tomorrow〜 - RADIOアニメロミックス ラブライブ!〜のぞえりRadio Garden〜 - TVアニメ『ばらかもん』Webラジオ「らじかもん」 |
| 2  | 2015年       | 新人 | のんのんびよりうぇぶらじお のんのんだより りぴーと!なのん | 村川梨衣 佐倉綾音                            | 音泉               | - 石上静香と東山奈央の英雄譚RADIO - ご注文はラジオですか??〜ラビットハウスへようこそ〜 - ディメラジ〜Dimension W Radio〜 - のんのんびよりうぇぶらじお のんのんだより りぴーと!なのん - ☆佳村はるかのひみつきち☆                         |
| 2  | 2015年       | 一般 | ラジオ七つの大罪 <豚の帽子>亭ホークトーク                 | 久野美咲                                     | 響                 | - 阿澄佳奈 星空ひなたぼっこ - 大原さやか朗読ラジオ 月の音色〜radio for your pleasure tomorrow〜 - 能登麻美子 おはなしNOTE - 早見沙織のふり〜すたいる♪ - ラジオ七つの大罪 <豚の帽子>亭ホークトーク                                       |
| 3  | 2016年       | 新人 | 美男高校地球防衛部LOVE!LOVE! ☆Radio☆The☆VEPPer☆           | 河本啓佑 村上喜紀                            | ラジオ大阪 超!A&G+ | - ご注文はラジオですか??〜チマメ隊のポポロンラジオ〜 - 徳井青空のまぁるくなぁれ! - 美男高校地球防衛部LOVE!LOVE! ☆Radio☆The☆VEPPer☆ - 松井恵理子のにじらじっ! - 水瀬いのり MELODY FLAG                                                   |
| 3  | 2016年       | 一般 | 早見沙織のふり〜すたいる♪                                 | 早見沙織                                     | 超!A&G+            | - アニメイト音楽館 - 冴えないラジオの育てかた Again - 高本めぐみの音めぐり♪ - 新田恵海のえみゅーじっく♪まじっく☆ - 早見沙織のふり〜すたいる♪                                                                                            |
| 4  | 2017年       | 新人 | 新田恵海のえみゅーじっく♪ろけっつ☆                        | 新田恵海                                     | 響                 | - 少女終末旅行〜GIRLS RADIO TOUR〜 - 田村ゆかりの乙女心♡症候群 - 新田恵海のえみゅーじっく♪ろけっつ☆ - 宝石の国ラジオ 〜金剛先生がお呼びです!〜 - らじお 此花亭へようこそ                                                                |
| 4  | 2017年       | 一般 | 水瀬いのり MELODY FLAG                                    | 水瀬いのり                                   | 文化放送           | - 水瀬いのり MELODY FLAG - 松井恵理子のにじらじっ! - ゆみりと愛奈のモグモグ・コミュニケーションズ - 井澤美香子・諏訪ななかのふわさた - バンドリ!ポッピンラジオ!                                                                         |
| 5  | 2018年       | -    | 美男高校地球防衛部RADIO HAPPY KISS!                       | 下鶴直幸 小俣凌雅 石井孝英 葉山翔太 安田陸矢 | ラジオ大阪         | - 井澤美香子・諏訪ななかのふわさた - ご注文はラジオですか?? Is the order radio?? 〜WELCOME【う・さ！】〜 - 仲村宗悟・Machicoのらくおん - 美男高校地球防衛部RADIO HAPPY KISS! - 松井恵理子のにじらじっ!                                  |
| 6  | 2019年       | -    | 小原好美のココロおきなく                                  | 小原好美                                     | 超!A&G+            | - 愛美のPerfect Woman - 釘宮理恵のいつだって、はじめのいっぽ - 小原好美のココロおきなく - 千葉翔也のトゥー・ビー・ナイト - TVアニメ『からかい上手の高木さん2』Presents からかい上手の高"橋"さんラジオ2                                  |
| 7  | 2020・2021年 | -    | 上田麗奈のひみつばこ                                      | 上田麗奈                                     | 超!A&G+            | - 上田麗奈のひみつばこ - 指出毬亜のさしでがましいようですが - Salon de Tanedaへようこそ♪ - ゆうときょうかの「あつまれ!ささもり!」 - ラジオどっとあい 伊達さゆりの伊達ちゃんは伊達じゃない!!!                                            |
| 8  | 2022年       | -    | 指出毬亜のさしでがましいようですが                        | 指出毬亜                                     | 超!A&G+            | - 青山なぎさの勝手にIMO協会 - 指出毬亜のさしでがましいようですが - 伊達さゆりのあと８cmは伸ばせます！ - ぼっち・ざ・らじお！ - ゆうときょうかの「あつまれ！ささもり！」                                                                 |

### BEST RETURN HOPE RADIO 復活希望ラジオ賞
「放送・配信を開始して既に終わってしまった中で復活して欲しいラジオ」に贈賞。第1回で一度廃止されたが、第5回にて復活。
| 回 | 対象年       | 受賞番組                                                    | 受賞番組                              | 受賞番組                              | ノミネート番組 |
| 回 | 対象年       | 番組名                                                      | パーソナリティ                        | 放送・ 配信局                         | ノミネート番組 |
| -- | ------------ | ----------------------------------------------------------- | ------------------------------------- | ------------------------------------- | --- |
| 1  | 2014年       | ノーラジオ・ノーライフ ゲーマー兄弟がラジオをするそうです。 | 松岡禎丞 茅野愛衣                     | 響                                    | - アニメ『生徒会役員共*』が全部わかるラジオ Super Positive Nippon 略して全ラ!すっぽんぽん!! - TVアニメ『ばらかもん』Webラジオ「らじかもん」 - ノーラジオ・ノーライフ ゲーマー兄弟がラジオをするそうです。 - 未確認で進行形〜うまく言えないのでラジオで確認してください〜 |
| 5  | 2018年       | ゆりゆららららゆるゆり放送室                                | 三上枝織 大坪由佳 津田美波 大久保瑠美 | ラジオ大阪 響 音泉                    | - 緒方恵美の銀河にほえろ! - さよなら絶望放送 - ノーラジオ・ノーライフ ゲーマー兄弟がラジオをするそうです。 - ひだまりラジオ - ゆりゆららららゆるゆり放送室 |
| 6  | 2019年       | アクセル・ワールド 〜加速するラジオ〜                       | 鷲崎健 三澤紗千香                     | 響                                    | - アクセル・ワールド～加速するラジオ～ - カバネリツアーズ - さよなら絶望放送 - 下ネタという概念が存在しない退屈なラジオ - 夕実&梨沙の東京ラフストーリー |
| 7  | 2020・2021年 | ここいば!                                                   | 香里有佐 小山百代 射場美波            | ラジオ大阪 ニコニコ 文化放送、超!A&G+ | - ここいば! - この素晴らしいラジオに祝福を! - 佐々木琴子のトップギア - 島袋美由利の無為自然のはずだったのに… - 白黒瞳ちゃん |
| 8  | 2022年       | 深町寿成・小松昌平 TWO for ONE                              | 深町寿成 小松昌平                     | 超！A&G＋                             | |

### BEST CREATIVE RADIO 企画ラジオ賞
「リスナーとともに面白さを生み出しているラジオ」に贈賞。第2回より当部門が新設。
| 回 | 対象年       | 枠   | 受賞番組                                     | 受賞番組                              | 受賞番組           | ノミネート番組 |
| 回 | 対象年       | 枠   | 番組名                                       | パーソナリティ                        | 放送・ 配信局      | ノミネート番組 |
| -- | ------------ | ---- | -------------------------------------------- | ------------------------------------- | ------------------ | --- |
| 2  | 2015年       | 新人 | ユニゾン!                                    | 関智一 柿原徹也 寺島拓篤 鈴村健一     | 文化放送           | - 食戟のソーマ 〜お食事処 まつおか〜 - 総武高校奉仕部ラジオ。続 - 『無彩限のファントム・ワールド』WEBラジオ「探偵ファントムスクープ」 - ユニゾン! - れい&ゆいの文化放送ホームランラジオ! |
| 2  | 2015年       | 一般 | ゆりゆららららゆるゆり放送室                 | 三上枝織 大坪由佳 津田美波 大久保瑠美 | ラジオ大阪 響 音泉 | - 浅沼晋太郎・鷲崎健の「思春期が終わりません」 - 今村彩夏 STAY GOLD - 神谷浩史・小野大輔のDearGirl〜Stories〜 - ほめられてのびるらじおZ - ゆりゆららららゆるゆり放送室 |
| 3  | 2016年       | 新人 | セブン-イレブン presents 佐倉としたい大西    | 佐倉綾音 大西沙織                     | 音泉 超!A&G+       | - アニメ『刀剣乱舞-花丸-』WEBラジオ 「安定・清光の『花丸通信』」 - セブン-イレブン presents 佐倉としたい大西 - デレラジ☆ - ゆみりと愛奈のモグモグ・コミュニケーションズ - 鷲崎健のヨルナイト×ヨルナイト |
| 3  | 2016年       | 一般 | ほめられてのびるらじおZ                      | 荻原秀樹 風音                         | 音泉               | - 浅沼晋太郎・鷲崎健の「思春期が終わりません」 - ほめられてのびるらじおZ - 村川梨衣の a りえしょんぷり〜ず♡ - ユニゾン! - れい&ゆいの文化放送ホームランラジオ! |
| 4  | 2017年       | 新人 | A&Gリクエストアワー 阿澄佳奈のキミまち!      | 阿澄佳奈 青木佑磨 中倉隆道            | 文化放送 超!A&G+   | - A&Gリクエストアワー 阿澄佳奈のキミまち! - 新田恵海のえみゅーじっく♪ろけっつ☆ - ネットという無数の声雄が割拠する世界から、 最新最強の武器バイノーラルマイクを駆使し、 ファンのみんなに癒しと感動を与える声優を、 とにかく!全力を尽くして熱く応援するラジオ - ノーラジオ・ノーライフ ゲーマー兄弟がラジオをするそうです。 - 結城友奈は勇者である 勇者部活動報告〜ラジオの章〜 |
| 4  | 2017年       | 一般 | ゆみりと愛奈のモグモグ・コミュニケーションズ | 花守ゆみり 鈴木愛奈                   | 音泉               | - セブン-イレブン presents 佐倉としたい大西 - デレラジ☆ - 美男高校地球防衛部LOVE!LOVE! ☆Radio☆The☆VEPPer☆ - ゆみりと愛奈のモグモグ・コミュニケーションズ - 鷲崎健のヨルナイト×ヨルナイト |
| 5  | 2018年       | -    | 津田健次郎・大河元気のジョシ禁ラジオ!!       | 津田健次郎 大河元気                   | 響                 | - 井澤・立花 ノルカソルカ - 立花理香のハッピーマネー・プロジェクト - 津田健次郎・大河元気のジョシ禁ラジオ!! - 松岡ハンバーグ - めっちゃすきやねん |
| 6  | 2019年       | -    | めっちゃすきやねん                           | 大空直美 中島唯 松田颯水              | ラジオ大阪 超!A&G+ | - アズレン すて～しょん♪ - 超人高校生たちはゆずラジでも余裕で生き抜くようです! - 普通にラジオをお届けしたいラフタリアとフィーロ - めっちゃすきやねん - ワシザキスタイル＊ヨシオカモード |
| 7  | 2020・2021年 | -    | 小林さんのラジオは9番目くらいを目指す        | 小林裕介 小林千晃                     | 音泉               | - アサルトリリィ ラジオガーデン‐OVERFLOW‐ - 小林さんのラジオは９番目ぐらいを目指す - 東海オンエア虫眼鏡・島﨑信長 声YouラジオZ - 渕上舞と渕上舞の“舞 ネーム イズ 渕上!” - ホロライブpresents Vのすこんなオタ活なんだワ! |
| 8  | 2022年       | -    | 佐藤日向・小泉萌香のバトってダイナソー☆      | 佐藤日向 小泉萌香                     | 音泉               | - 青山なぎさの勝手にIMO協会 - 伊藤健人・木島隆一の2人カラオケ - 佐藤日向・小泉萌香のバトってダイナソー☆ - ぼっち・ざ・らじお！ - RoseliaのRADIO SHOT |

### BEST SEXY RADIO えっちなラジオ賞
「もっともえっちなラジオ」に贈賞。第2回より当部門が新設。
| 回 | 対象年       | 枠   | 受賞番組                                   | 受賞番組                    | 受賞番組              | ノミネート番組 |
| 回 | 対象年       | 枠   | 番組名                                     | パーソナリティ              | 放送・ 配信局         | ノミネート番組 |
| -- | ------------ | ---- | ------------------------------------------ | --------------------------- | --------------------- | --- |
| 2  | 2015年       | 新人 | 下ネタという概念が存在しない退屈なラジオ   | 小林裕介 石上静香           | アニメイトTV          | - オトメ*ドメイン RADIO*MAIDEN - 監獄ラジオ学園 - 下ネタという概念が存在しない退屈なラジオ - 西明日香のデリケートゾーン! - ラジオTo LOVEる -とらぶる- ダークネス2nd 〜えっちぃのはキライですがやっぱり素敵です♥〜 |
| 2  | 2015年       | 一般 | 夜中メイクが気になったから                 | たかはし智秋 愛美 千菅春香  | ラジオ大阪 響 超!A&G+ | - 「よんでますよ、アザゼルさん」&「よんでますよ、アザゼルさん。Z」 応援Webラジオ きいてますよ、アザゼルさん。G - 井上麻里奈・下田麻美のIT革命! - 洲崎西 - ほめられてのびるらじおZ - 夜中メイクが気になったから    |
| 3  | 2016年       | 新人 | 羽多野渉・佐藤拓也のScat Babys Show!!      | 羽多野渉 佐藤拓也           | 音泉 ラジオ大阪       | - オールスターゲーム声優事務所 世界一イキたいラジオ - きかせて! ギャル子ちゃん - セブン-イレブン presents 佐倉としたい大西 - 井澤・立花 ノルカソルカ - 羽多野渉・佐藤拓也のScat Babys Show!!                      |
| 3  | 2016年       | 一般 | 井上麻里奈・下田麻美のIT革命!              | 井上麻里奈 下田麻美         | 超!A&G+               | - 碧と彩奈のラ・プチミレディオ - 井上麻里奈・下田麻美のIT革命! - オトメ*ドメイン RADIO*MAIDEN - 西明日香のデリケートゾーン! - 森久保祥太郎×浪川大輔 つまみは塩だけ                                                |
| 4  | 2017年       | 新人 | 悠木碧のマジメ過ぎてしょびってるラジオな件 | 悠木碧                      | 音泉                  | - たかはし智秋のKING or QUEEN? - 武装少女マキャヴェリズム すくすく矯正するらじお！ - ブレンドS・ラジオ「スティーレ閉店中!!」 - 安元洋貴・江口拓也のミクチャラジオ - 悠木碧のマジメ過ぎてしょびってるラジオな件    |
| 4  | 2017年       | 一般 | 羽多野渉・佐藤拓也のScat Babys Show!!      | 羽多野渉 佐藤拓也           | 音泉 ラジオ大阪       | - 碧と彩奈のラ・プチミレディオ - 井澤・立花 ノルカソルカ - 岩田光央・鈴村健一 スウィートイグニッション - 竹達・沼倉の初ラジ! - 羽多野渉・佐藤拓也のScat Babys Show!!                                              |
| 5  | 2018年       | -    | 小林裕介・石上静香のゆずらないラジオ       | 小林裕介 石上静香           | 響                    | - 碧と彩奈のラ・プチミレディオ - 井澤・立花 ノルカソルカ - 岩田光央・鈴村健一 スウィートイグニッション - カバネリツアーズ -乱- - 小林裕介・石上静香のゆずらないラジオ                                             |
| 6  | 2019年       | -    | 天津向のためになるらじお                   | 天津向 洲崎綾 南早紀 歩サラ | 音泉                  | - 井澤・立花 ノルカソルカ - 宏太朗と裕一郎 ひょろっと男子 - 天津向のためになるらじお - RobiHachiRadi - 鷲崎健・藤田茜のグレパラジオP                                                                              |
| 7  | 2020・2021年 | -    | 異種族レビュアーズ 食酒亭ラジオ            | 間島淳司 小林裕介           | 音泉                  | - 異種族レビュアーズ 食酒亭ラジオ - 俺だけ聴けるラジオダンジョン - 宏太朗と裕一郎 ひょろっと男子 - 葉山翔太Official Channel 喫茶あまた - 友梨・花凜・李央のらじおぽんぽこぽん                                     |
| 8  | 2022年       | -    | 株式会社サラひまり                         | 歩サラ 餅月ひまり           | 音泉                  | - えなこの○○ラジオ - 株式会社サラひまり - 宏太朗と裕一郎 ひょろっと男子 - 佐藤日向・小泉萌香のバトってダイナソー☆ - 友梨・花凛・李央のらじおぽんぽこぽん                                                          |

### BEST MALE AND FEMALE RADIO 最優秀男女ラジオ賞
第5回から新設。「男性・女性のペアが出演している番組でもっとも面白いラジオ」に贈賞。
| 回 | 対象年       | 受賞番組                       | 受賞番組                 | 受賞番組      | ノミネート番組 |
| 回 | 対象年       | 番組名                         | パーソナリティ           | 放送・ 配信局 | ノミネート番組 |
| -- | ------------ | ------------------------------ | ------------------------ | ------------- | --- |
| 5  | 2018年       | 鷲崎健・藤田茜のグレパラジオ   | 鷲崎健 藤田茜            | 音泉          | - アニメGRIDMAN ラジオ とりあえずUNION - A&G TRIBAL RADIO エジソン - 小林裕介・石上静香のゆずらないラジオ - 本渡楓と天津向の「本渡上陸作戦」 - 鷲崎健・藤田茜のグレパラジオ                        |
| 6  | 2019年       | 鷲崎健・藤田茜のグレパラジオP  | 鷲崎健 藤田茜            | 音泉          | - A&G TRIBAL RADIO エジソン - 俺たちを好きなのはリスナーだけかよ - 超人高校生たちはゆずラジでも余裕で生き抜くようです! - ワシザキスタイル＊ヨシオカモード - 鷲崎健・藤田茜のグレパラジオP          |
| 7  | 2020・2021年 | 告RADIO3                       | 古賀葵 小原好美 鈴木崚汰 | 音泉          | - 告RADIO3 - 「86 ーエイティシックスー」サンマグノリア共和国第85.5区情報局 - 仲村宗悟・Machicoのらくおん - 広瀬裕也と宮本侑芽のとりあえずRADIO - ワシザキスタイル＊ヨシオカモード                  |
| 8  | 2022年       | その着せ替え人形はラジオをする | 直田姫奈 石毛翔弥        | 音泉          | - A&G TRIBAL RADIO エジソン - その着せ替え人形（ビスク・ドール）はラジオする - TVアニメ『阿波連さんははかれない』はかれないラジオ - 仲村宗悟・Machicoのらくおん - ワシザキスタイル＊ヨシオカモード |

### BEST CUTE RADIO かわいいラジオ賞
第5回から新設。「聴いているとパーソナリティを「かわいい!」と思ってしまうラジオ」に贈賞。
| 回 | 対象年       | 受賞番組                                                 | 受賞番組                | 受賞番組      | ノミネート番組 |
| 回 | 対象年       | 番組名                                                   | パーソナリティ          | 放送・ 配信局 | ノミネート番組 |
| -- | ------------ | -------------------------------------------------------- | ----------------------- | ------------- | --- |
| 5  | 2018年       | 中島由貴・武田羅梨沙多胡のかわいいラジオ                 | 中島由貴 武田羅梨沙多胡 | 響            | - 天﨑滉平・大塚剛央の「僕たちもう、フレンドですよね?」 - 井澤美香子・諏訪ななかのふわさた - 中島由貴・武田羅梨沙多胡のかわいいラジオ - 美男高校地球防衛部RADIO HAPPY KISS! - プリコネチャンネルRe:Dive        |
| 6  | 2019年       | 天﨑滉平・大塚剛央の「僕たちもう、フレンドですよね?」    | 天﨑滉平 大塚剛央       | 音泉          | - 天﨑滉平・大塚剛央の「僕たちもう、フレンドですよね?」 - 乃木坂46 佐々木琴子のトップギア - プリコネチャンネルRe:Dive - 吉岡茉祐と山下七海の ことだま☆パンケーキ - ワシザキスタイル＊ヨシオカモード            |
| 7  | 2020・2021年 | ラジオどっとあい 伊達さゆりの伊達ちゃんは伊達じゃない!!! | 伊達さゆり              | 超!A&G+       | - 佐藤日向・小泉萌香のバトってダイナソー☆ - プリコネチャンネルRe:Dive - ゆうときょうかの「あつまれ!ささもり!」 - 夕実＆梨沙のラフストーリーは突然に - ラジオどっとあい 伊達さゆりの伊達ちゃんは伊達じゃない!!! |
| 8  | 2022年       | ゆうときょうかの「あつまれ！ささもり！」                 | 篠原侑 守屋亨香         | 音泉          | - 指出毬亜のさしでがましいようですが - 佐藤日向・小泉萌香のバトってダイナソー☆ - 伊達さゆりのあと8cm伸ばせます！ - 中島由貴・岡咲美保あうとスタンド!! - ゆうときょうかの「あつまれ！ささもり！」               |

### BEST SOLO RADIO ひとりラジオ賞
第5回から新設。「1人でパーソナリティを務めている番組でもっとも面白いラジオ」に贈賞。
| 回 | 対象年       | 受賞番組                          | 受賞番組       | 受賞番組      | ノミネート番組 |
| 回 | 対象年       | 番組名                            | パーソナリティ | 放送・ 配信局 | ノミネート番組 |
| -- | ------------ | --------------------------------- | -------------- | ------------- | --- |
| 5  | 2018年       | 松井恵理子のにじらじっ!           | 松井恵理子     | 音泉          | - 楠木ともりのともりるきゃんどる - 藤田茜シーズン1 - 松井恵理子のにじらじっ! - MAN TWO MONTH RADIO 駒田航 K-WAVE Radio - ユニゾン!～ジェネレーション～       |
| 6  | 2019年       | 千葉翔也のトゥー・ビー・ナイト    | 千葉翔也       | 超!A&G+       | - 愛美のPerfect Woman - 釘宮理恵のいつだって、はじめのいっぽ - 楠木ともりのともりるきゃんどる - 駒田航 K-WAVE Radio - 千葉翔也のトゥー・ビー・ナイト         |
| 7  | 2020・2021年 | Salon de Tanedaへようこそ♪        | 種田梨沙       | 音泉          | - 楠木ともりのともりるきゃんどる - 斉藤壮馬 Strange dayS - Salon de Tanedaへようこそ♪ - 田中美海のかもん!みなはうす - ファイルーズあいの“愛”・ルーズ・Fight! |
| 8  | 2022年       | 伊達さゆりのあと8cmは伸ばせます！ | 伊達さゆり     | ニコニコ      | - CultureZ - 楠木ともりのともりるきゃんどる - 鈴村健一のラジベース - 伊達さゆりのあと8cmは伸ばせます！ - 田中美海のかもん!みなはうす                         |

### BEST COOL RADIO かっこいいラジオ賞
第5回から新設。「聴いているとパーソナリティを「かっこいい!」と思ってしまうラジオ」に贈賞。
| 回 | 対象年       | 受賞番組                                                           | 受賞番組          | 受賞番組      | ノミネート番組 |
| 回 | 対象年       | 番組名                                                             | パーソナリティ    | 放送・ 配信局 | ノミネート番組 |
| -- | ------------ | ------------------------------------------------------------------ | ----------------- | ------------- | --- |
| 5  | 2018年       | MAN TWO MONTH RADIO 駒田航 K-WAVE Radio                            | 駒田航            | 超!A&G+       | - 榎木淳弥・堀江瞬 エノホリック - 木村良平の感度は良好! - 津田健次郎・大河元気のジョシ禁ラジオ!! - 普通に津田健次郎 - MAN TWO MONTH RADIO 駒田航 K-WAVE Radio                                |
| 6  | 2019年       | 駒田航 K-WAVE Radio                                                | 駒田航            | 超!A&G+       | - 駒田航 K-WAVE Radio - TVアニメ「鬼滅の刃」公式WEBラジオ 鬼滅ラヂヲ - 普通に津田健次郎 - RoseliaのRADIO SHOUT! - 深町寿成・小松昌平 TWO for ONE                                             |
| 7  | 2020・2021年 | 神尾晋一郎チャンネル                                               | 神尾晋一郎 駒田航 | ニコニコ      | - 神尾晋一郎チャンネル - 東海オンエア虫眼鏡・島﨑信長 声YouラジオZ - 深町寿成・小松昌平 TWO for ONE - HELIOS Rising Heroes ラジオ マンデーナイトヒーロー - 鷲崎健・千葉翔也 今んとこやや好き |
| 8  | 2022年       | アルゴナビスラジオクルーズ supported by ヴァイスシュヴァルツブラウ | 前田誠二 真野拓実 | 響            | - アルゴナビスラジオクルーズ supported by ヴァイスシュヴァルツブラウ - 楠木ともり The Music Reverie - 深町寿成・小松昌平 TWO for ONE - 宮崎雅也の（A) - RoseliaのRADIO SHOUT                 |

### BEST SPECIAL RADIO 特別ラジオ賞
第5回から新設。「アニラジアワード実行委員会スタッフが協議して決まったラジオ」に贈賞。
| 回 | 対象年       | 受賞番組                                    | 受賞番組              | 受賞番組           |
| 回 | 対象年       | 番組名                                      | パーソナリティ        | 放送・ 配信局      |
| -- | ------------ | ------------------------------------------- | --------------------- | ------------------ |
| 5  | 2018年       | 岩田光央・鈴村健一 スウィートイグニッション | 岩田光央 鈴村健一     | ラジオ大阪 超!A&G+ |
| 6  | 2019年       | 釘宮理恵のいつだって、はじめのいっぽ        | 釘宮理恵              | 音泉               |
| 7  | 2020・2021年 | 鷲崎健・千葉翔也 今んとこやや好き           | 鷲崎健 千葉翔也       | 響                 |
| 8  | 2022年       | 森久保祥太郎×浪川大輔 つまみは塩だけ        | 森久保祥太郎 浪川大輔 | ラジオ大阪         |

## 特別番組
授賞式に向けてアニラジアワードを盛り上げる特別番組。パーソナリティは前年の受賞番組から選ばれた2名が担当し、番組名にも用いられている。番組内容は、各部門のノミネート番組の紹介・事前募集したリスナーメール紹介・パーソナリティが担当した前年受賞番組の人気コーナーの特別版など。
石上静香と大坪由佳のアニラジアワード・グランプリ!
放送・配信日
- 超!A&G+
  - 2017年2月17日 16:00 - 17:00

- ラジオ大阪
  - 2017年2月20日（19日深夜）1:30 - 2:30

- 音泉・響・アニメイトタイムズ
  - 2017年2月20日 14:00より

村川梨衣と大橋彩香のアニラジアワード・グランプリ!
放送・配信日
- ラジオ大阪
  - 2018年2月26日（25日深夜）1:00 - 2:00

- AG-ON Premium・音泉・響
  - 2018年2月26日 12:00より

中田譲治と阿澄佳奈のアニラジアワード・グランプリ!
放送・配信日
- ラジオ大阪・AG-ON Premium・音泉・響
  - 2019年3月1日 20:30より

鷲崎健と鈴村健一のアニラジアワード・グランプリ!
放送・配信日
- ラジオ大阪・AG-ON Premium・音泉・響・アニラジアワード公式チャンネル(niconico)
  - 2020年1月30日 0:30（1月29日 24:30）より

小林裕介と小原好美のアニラジアワード・グランプリ!
放送・配信日
- ラジオ大阪
  - 2022年2月3日 23:00 - 23:30

- 超!A&G+・音泉・響・アニラジアワード公式チャンネル(niconico)
  - 2022年2月4日 16:00より

種田梨沙と伊達さゆりのアニラジアワード・グランプリ!
放送・配信日
- 文化放送 超!A&G+
  - 2023年2月25日 17:00-17:30

- ラジオ大阪
  - 2023年2月25日 20:00-20:30

- 音泉・アニラジアワード公式チャンネル(niconico)
  - 2023年2月27日から順次配信